# Youssou N'Dour
Youssou N'Dour (IPA: [jusun̩ˈduːʀ]; Dakar, 1 de octubre de 1959) es un cantante, compositor, empresario y político senegalés de fama mundial por su canción «7 Seconds» (1994), junto a Neneh Cherry. Desde el comienzo de su carrera a principios de los años 1970, ayudó al desarrollo del mbalax, la música popular de Senegal. Además, en su país es un icono popular por su compromiso en asuntos sociales y culturales. La mayor parte de su discografía es en wolof, pero ha grabado discos y canciones tanto en francés como en inglés. 
En 2004, la revista Rolling Stone lo describió como "quizás, el cantante vivo más famoso" en Senegal y gran parte de África y en 2023, la misma publicación lo ubicó en el número 69 de su lista de los 200 mejores cantantes de todos los tiempos.
De abril de 2012 a septiembre de 2013, N'Dour se desempeñó como Ministro de Turismo de su país.

## Biografía
Youssou N'Dour nació en Dakar, la capital de Senegal, el 1 de octubre de 1959 y comenzó a actuar desde muy joven, con tan solo doce años, logrando hacerse popular en poco tiempo. Su punto de partida fue el mbalax, la música popular del país, surgida como una mezcla del estilo de los tradicionales griot o narradores de cuentos, con los ritmos afrocubanos traídos con el regreso de los caribeños a África Occidental entre los años 40 y 60 del siglo XX. 
A mediados de los años 1970 esta fusión se remezcló con ritmos de danzas senegalesas, solos de saxofón, guitarras, percusiones marcadas y cánticos religiosos sufíes musulmanes. Además, los jóvenes músicos senegaleses recibían las influencias del jazz y el rock norteamericanos, con músicos como Jimi Hendrix, James Brown o el mexicano Carlos Santana. Todo se amalgamaba en una Dakar cosmopolita, que a su vez trataba de descubrir su herencia musical con trovadores tradicionales o cantantes. En este caldo de cultivo musical fructífero, el mbalax encontró un baluarte en Youssou N'Dour, que en 1979 formó su propio conjunto tras actuar para varias bandas, como la Étoile de Dakar.
Comprometido social y políticamente, en 1985 organizó un concierto por la liberación del líder sudafricano Nelson Mandela y en 1988 actuó en la gira mundial de Amnistía Internacional Human Rights Now! Tour. También ha trabajado para la ONU  y UNICEF y participó en el Proyecto Joko para instalar internet en Senegal.
Con el paso de los años, N'Dour se ha convertido en uno de los músicos africanos más conocidos a nivel mundial, colaborando con estrellas de la música pop occidental como Peter Gabriel, Sting, Wyclef Jean, Paul Simon, Bruce Springsteen, Neneh Cherry o Tracy Chapman y africanos como Manu Dibango. 
En 1986, participó en el álbum So, de Peter Gabriel en la canción "In Your Eyes" como músico invitado. 
En 1998, escribió e interpretó junto con la cantautora belga Axelle Red el tema Le Cour des Grands, himno de la Copa Mundial de Fútbol de 1998. 
En 2005, actuó en los conciertos Live 8 de Londres y París y el 2 de julio, dentro de la misma serie de conciertos y acompañado por la cantante Dido, en el Eden Project celebrado en Cornualles. También ha participado en una ópera estrenada en la Ópera de la Bastilla.
Tiene el estudio de grabación, Xippi, y la compañía discográfica, Jololi.
En el 16 de octubre de 2000, Youssou N'Dour fue nombrado Embajador de Buena Voluntad de la Organización de las Naciones Unidas para la Agricultura y la Alimentación (FAO).
En España ha colaborado con Antonio Orozco en el tema Por qué no les devuelves el sol.
En 2012, fue nombrado ministro de Cultura y Turismo en su país, Senegal.
El 4 de noviembre de 2016, Youssou N'Dour presentó Africa Rekk y el 12 de abril de 2019, lanzó su trabajo discográfico, History.
En octubre de 2020, Youssou N'Dour ingresó en la Real Academia Sueca.

## Premios y reconocimientos
- En 2002, ganó un Premio Príncipe Claus, que se concede todos los años a una persona de un país emergente que haya trabajado en el campo artístico o en el intelectual.[6]
- En 2005, recibió un Premio Grammy por su álbum Egypt.[7]
- En mayo de 2013, fue galardonado con el Premio de música Polar, equivalente al Nobel en el mundo de la música.[8]
- En 2017, fue reconocido con el premio japonés, organizado por la Japan Art Association (JAA), Praemium Imperiale de música.[9]
- En 2022, el Ayuntamiento de Cartagena decidió otorgarle el premio del festival La Mar de Músicas.[10]

## Discografía

### Discos de estudio
- Ndiadiane Ndiaye (1982)
- Mouride (1982)
- Independance Vol. 3 (1982)
- Show!!! A Abidjan (1983)
- Nelson Mandela (1985)
- Immigrés (1985)
- The Lion (1989)
- Set (1990)
- Eyes Open (1992)
- The Guide (Wommat) (1994)
- Gainde – Voices from the Heart of Africa (1995)
- Djamil (1996)
- Inedits 84-85 (1997)
- Special Fin D'annee Plus (1999)
- Lii (2000)
- Joko: The Link (2000)
- Rewmi (2000)
- Le Grand Bal (2000)
- St. Louis (2000)
- Le Grand Bal a Bercy (2001)
- Ba Tay (2002)
- Nothing's In Vain (2002)
- Youssou N'Dour and His Friends (2002)
- Kirikou (2004)
- Egypt (2004)
- Rokku mi Rokka (2007)
- Alsaama Day (2007)
- Special Fin D'annee: Salagne-Salagne (2009)
- Dakar - Kingston (2010)
- Mbalakh Dafay Wakh (2011)
- Fatteliku (2014)
- Africa Rekk (2016)
- Seeni Valeurs (2017)
- Respect (2018)
- History (2019)
- " Mbalax" (2021)

### Recopilaciones
- The Best of Youssou N'Dour (1995)
- Immigrés/Bitim Rew (1997)
- Best of the 80's (1998)
- Hey You: The Essential Collection 1988–1990 (1998)
- Birth of a Star (2001)
- Rough Guide to Youssou N'Dour & Etoile de Dakar (2002)
- 7 Seconds: The Best of Youssou N'Dour (Remasterizado) (2004)